# Туалет Эсфири
«Туалет Эсфири» (фр. La toilette d'Esther) — картина французского художника Теодора Шассерио, написанная в 1841 году, относимая к экзотическому эротизму.
Главный персонаж картины — библейская царица Эсфирь, которой посвящена одна из книг Библии. Библейский сюжет здесь, по мнению ряда искусствоведов,  является лишь предлогом для изображения красочной и очень чувственной сцены.
Картина была завещана музею бароном Артюром Шассерио в 1934 году. В настоящее время находится в 63-м зале на втором этаже галереи Сюлли в Лувре. Код: R.F. 3900.